# 밴디츠
《밴디츠》(영어: Bandits)는 미국에서 제작된 배리 레빈슨 감독의 2001년 범죄 코미디 드라마 영화이다. 브루스 윌리스, 케이트 블란쳇, 빌리 밥 손턴 등이 출연하였고, 폴라 와인스틴 등이 제작에 참여하였다.

## 출연진
- 브루스 윌리스
- 빌리 밥 손턴
- 케이트 블란쳇
- 트로이 개리티
- 브라이언 F. 오번
- 스테이시 트래비스
- 재뉴어리 존스
- 어주라 스카이
- 리처드 릴리
- 샘 레빈슨

## 기타 제작진
- 협력 제작: 스티븐 이즈
- 배역: 엘런 체노웨스
- 미술: 빅터 켐프스터
- 의상: 글로리아 그레셤